# ホセ・ホアキン・デ・オルメード国際空港
ホセ・ホアキン・デ・オルメード国際空港（ホセ・ホアキン・デ・オルメードこくさいくうこう、スペイン語: Aeropuerto Internacional José Joaquín de Olmedo、英語: José Joaquín de Olmedo International Airport）はエクアドルのグアヤキルにある国際空港。首都であるキトのマリスカル・スクレ国際空港に次いで利用客の多い空港である。19世紀の政治家であるホセ・ホアキン・デ・オルメードを記念して命名された。
なお、旧名称は「シモン・ボリバル国際空港」である。

## 就航路線
| 航空会社                    | 就航地                                                                    |
| --------------------------- | ------------------------------------------------------------------------- |
| アビアンカ・エクアドル      | バルトラ、キト、サンクリストバル 国際: アルバ、ボゴタ、カリ、ラパス、リマ |
| LATAM エクアドル            | バルトラ、キト、サンクリストバル 国際: サンティアゴ                       |
| LATAM チリ                  | サンティアゴ                                                              |
| LATAM ペルー                | リマ                                                                      |
| LATAM コロンビア            | ボゴタ                                                                    |
| アルゼンチン航空            | ブエノスアイレス                                                          |
| コンビアサ航空              | カラカス                                                                  |
| コパ航空                    | パナマシティ                                                              |
| アビアンカ・エルサルバドル  | サンサルバドル                                                            |
| アメリカン航空              | マイアミ                                                                  |
| ジェットブルー航空          | ニューヨーク/JFK                                                          |
| スピリット航空              | フォートローダーデール                                                    |
| イベリア航空                | マドリッド                                                                |
| エア・ヨーロッパ (スペイン) | マドリッド                                                                |
| プラス・ウルトラ航空        | マドリッド                                                                |
| KLMオランダ航空             | アムステルダム                                                            |

## 評価
- 2014年に国際空港評議会（ACI）のベストエアポート・イン・ラテンアメリカ-カリビアンにおいて1位に輝いた[1]。